# Strandsennep (slægt)
Strandsennep (Cakile) er en lille slægt med ganske få arter i Nordeuropa, Nordasien og Nordamerika. Det er énårige urter med let sukkulente, blågrønne blade og lysviolette blomster. Frugterne er toleddede skulper. Almindelig Strandsennep (Cakile maritima) er den eneste art, som er vildtvoksende i Danmark.
| Arter |

- Strandsennep (Cakile maritima)